# Bonifati
Bonifati község (comune) Olaszország Calabria régiójában, Cosenza megyében.

## Fekvése
A megye nyugati részén fekszik, a Tirrén-tenger partján. Határai: Cetraro, Sangineto és Sant’Agata di Esaro.

## Története
A hagyományok szerint Bonifatit az ősi város, Üelé (később Elea, mai Velia) lakosai alapították, miután városukat 1057-ben Robert Guiscard csapatai elpusztították.

## Népessége
A népesség számának alakulása:

## Főbb látnivalói
- Il Forte (vár)
- Palazzo Scamardi-De Aloe
- Palazzo del Principe
- Beata Vergine SS. del Rosario-szentély
- SS. Annunziata-templom